# کفشدوزک‌های آبی
کفشدوزک‌های آبی (نام علمی: Curinus) نام یک سرده از تیره کفش‌دوزک است.